# Christian Magnus August Sjögreen
Christian Magnus August Sjögreen, född 23 november 1800 i Hälleberga församling, Kronobergs län, död 11 november 1862 i Ingatorps församling, Jönköpings län, var en svensk bergmästare.

## Biografi
Christian Magnus August Sjögreen föddes 1800 på Orrefors i Hälleberga socken. Han var son till bergsrådet Erik Magnus Sjögreen och Anna Christina Risellschöld. Sjögreen blev 29 maj 1810 student vid Uppsala akademi och avlade 2 juni 1820 examen för inträde i rikets rättegångsverk och 7 december 1821 examen för inträde i Bergskollegium. Han blev 31 december 1821 auskultant i Bergskollegium och var även från 1822 till 1823 auskultant vid Falu bergsskola. Sjögreen blev 2 oktober 1824 geschworner i Södermanland, Östergötland och Småland. Han förordnanden att bestrida bergmästartjänsten inom Södermanlands och Östergötlands bergmästardöme 1826. Sjögreen blev 1 juni 1827 bergmästare och tog avsked vid 1829 års slut. Han avled 1862 på Ryssebo i Ingatorps socken.
Sjögreen ägnade sig åt järntillverkning av sjömalm och myrmalm.

### Egendom
Sjögreen var ägare till Bruzaholms bruk i Ingatorps socken, Ryssebo i Ingatorps socken med flera egendomar i Småland.

### Familj
Sjögreen gifte sig första gången 31 augusti 1827 i Ekeby kyrka, Ekeby socken med Didrika Elisabeth Matilda Burén (1804–1840), dotter till brukspatronen Peter Carl af Burén och Hedvig Elisabeth Waller. De fick tillsammans barnen jägmästaren Carl Magnus Sjögreen (1828–1906), godsägaren och riksdagsmannen Christian Sjögreen (1830–1882), kanslirådet Otto August Sjögreen (1834–1906), ryttmästaren och riksdagsmannen Axel Sjögreen (1836–1910) och Anna Elisabet Carolina Matilda Sjögreen (född 1838) som var gift med rektorn Carl Johan Dehlin.
Sjögreen gifte sig andra gången 4 september 1841 i Romfartuna kyrka med Helena Elisabet Dorotea Waller (1812–1895), dotter till lagmannen Per Waller och Anna Catharina Vestin. De fick tillsammans barnen Anna Emelinda Amalia Dorotea Sjögreen (född 1844) som var gift med kyrkoherden Knut Arvid Kastman i Kuddby församling, Erik Herman Sjögreen (1845–1846) och Ida Maria Sjögreen (1849–1921) som var gift med riksdagsmannen greve Philip Klingspor.